# 天主教蘇尼亞尼教區
天主教蘇尼亞尼教區（拉丁語：Dioecesis Sunyaniensis）是加納一個羅馬天主教教區，屬庫馬西總教區。
教區成立於1973年3月1日，包括布朗阿哈福地區西北部七區。2010年有教友160,050人（佔轄區總人口17.3%）、三十三個堂區、五十三名司鐸現任教區主教為瑪竇·夸西·賈姆菲。